# شکنجه (ترانه جکسون‌ها)
«شکنجه» (انگلیسی: Torture) دومین تک‌آهنگ منتشر شده از آلبوم ویکتوری توسط گروه جکسون‌ها است. این آهنگ توسط جکی جکسون و کتی ویکفیلد از موتاون نوشته شده، این آهنگ در مورد کسی است که به یک رابطه پایان می‌دهد و شکنجه‌ای است که فردی که هنوز عاشق طرف مقابل است می‌تواند احساس کند.